# Campionati europei di pugilato dilettanti 2004
I Campionati europei di pugilato dilettanti maschili 2004 si sono tenuti a Pola, Croazia, dal 19 al 29 febbraio 2004. È stata la 35ª edizione della competizione biennale organizzata dall'EABA. 292 pugili da 41 Paesi hanno partecipato alla competizione, che è servita da qualificazioni ai giochi olimpici di Atene 2004. A partire da questa edizione la categoria dei Pesi superwelter (atleti con peso inferiore a 71 kg) è stata soppressa.

## Risultati
| Categoria                   | Oro                          | Argento                   | Bronzo                                                      |
| --------------------------- | ---------------------------- | ------------------------- | ----------------------------------------------------------- |
| Pesi minimosca (kg 48)      | Sergey Kazakov Russia        | Alfonso Pinto Italia      | Pál Bedák Ungheria Salim Salimov Bulgaria                   |
| Pesi mosca (kg 51)          | Georgi Balakshin Russia      | Nikoloz Izoria Georgia    | Rustamhodza Rahimov Germania Andrzej Rżany Polonia          |
| Pesi gallo (kg 54)          | Gennady Kovalev Russia       | Ali Hallab Francia        | Detelin Dalakliev Bulgaria Andrzej Liczik Polonia           |
| Pesi piuma (kg 57)          | Vitali Tajbert Germania      | Khedafi Djelkhir Francia  | Mikhail Bernadski Bielorussia Konstantine Kupatadze Georgia |
| Pesi leggeri (kg 60)        | Dimitar Stilianov Bulgaria   | Selçuk Aydın Turchia      | Gyula Káté Ungheria Domenico Valentino Italia               |
| Pesi superleggeri (kg 64)   | Aleksandr Maletin Russia     | Igor Pashchuk Ucraina     | Mustafa Karagolu Turchia Willy Blain Francia                |
| Pesi welter (kg 69)         | Oleg Saitov Russia           | Xavier Noel Francia       | Ruslan Khairov Azerbaigian Rolandas Jasevicius Lituania     |
| Pesi medi (kg 75)           | Gaydarbek Gaydarbekov Russia | Lukas Wilaschek Germania  | Cavid Tağıyev Azerbaigian Andy Lee Irlanda                  |
| Pesi mediomassimi (kg 81)   | Evgeny Makarenko Russia      | Marijo Šivolija Croazia   | Aleksy Kuziemski Polonia Andriy Fedchuk Ucraina             |
| Pesi massimi (kg 91)        | Alexander Alexeyev Russia    | Viktor Zuyev Bielorussia  | Vedran Đipalo Croazia Ertugrul Ergezen Turchia              |
| Pesi supermassimi (kg 91 +) | Aleksandr Povetkin Russia    | Roberto Cammarelle Italia | Jaroslav Jaksto Lituania Sergey Roznov Bulgaria             |

## Medagliere
| Posizione | Paese       | Oro | Argento | Bronzo | Totale |
| --------- | ----------- | --- | ------- | ------ | ------ |
| 1         | Russia      | 9   | 0       | 0      | 9      |
| 2         | Germania    | 1   | 1       | 1      | 3      |
| 3         | Bulgaria    | 1   | 0       | 3      | 4      |
| 4         | Francia     | 0   | 3       | 1      | 4      |
| 5         | Italia      | 0   | 2       | 1      | 3      |
| 5         | Ucraina     | 0   | 2       | 1      | 3      |
| 7         | Turchia     | 0   | 1       | 2      | 3      |
| 8         | Croazia     | 0   | 1       | 1      | 2      |
| 8         | Georgia     | 0   | 1       | 1      | 2      |
| 10        | Polonia     | 0   | 0       | 3      | 3      |
| 11        | Azerbaigian | 0   | 0       | 2      | 2      |
| 11        | Ungheria    | 0   | 0       | 2      | 2      |
| 11        | Lituania    | 0   | 0       | 2      | 2      |
| 14        | Irlanda     | 0   | 0       | 1      | 1      |
|           | Total       | 11  | 11      | 22     | 44     |